# Amy Madigan
Amy Madigan (Chicago, 11 september 1950) is een Amerikaans actrice. Zij werd in 1986 genomineerd voor een Academy Award voor haar bijrol in Twice in a Lifetime. Ze won voor haar bijrol in de televisiefilm Roe vs. Wade in 1990 daadwerkelijk een Golden Globe, waarvoor ze eerder ook werd genomineerd voor haar spel in de films Love Child (1982) en Twice in a Lifetime (1985).
Madigan debuteerde in 1982 op het witte doek met een hoofdrol als Terry Jean Moore in het biografische drama Love Child. Sindsdien speelde ze in meer dan 25 films, meer dan 45 inclusief televisiefilms. Haar omvangrijkste rol in een televisieserie was die in Carnivàle, waarin ze in 24 afleveringen gestalte gaf aan Iris Crowe.
Madigan trouwde in 1983 met acteur Ed Harris, met wie ze in 1993 dochter Lily Dolores Harris kreeg. Ze speelde samen met hem in de films Places in the Heart (1984), Alamo Bay (1985), Riders of the Purple Sage (1996, televisiefilm), Pollock (2000), Just a Dream (2002), Winter Passing (2005) en Gone Baby Gone (2007).

## Filmografie
*Exclusief 15+ televisiefilms
| - Weapons (2025) - Gary's Walk (2009) - Living Proof (2008, televisiefilm) - Gone Baby Gone (2007) - Winter Passing (2005) - Admissions (2004) - The Discontents (2004) - In the Land of Milk and Money (2004) - Just a Dream (2002) - The Laramie Project (2002) - The Sleepy Time Gal (2001) - Is Your Mama a Llama? (2001, stem) - Pollock (2000) - A Time for Dancing (2000) - With Friends Like These... (1998) | - Loved (1997) - Female Perversions (1996) - The Dark Half (1993) - Uncle Buck (1989) - Field of Dreams (1989) - The Prince of Pennsylvania (1988) - Nowhere to Hide (1987) - Zeisters (1986) - Twice in a Lifetime (1985) - Alamo Bay (1985) - Places in the Heart (1984) - Streets of Fire (1984) - Love Letters (1983) - The Day After (1983, televisiefilm) - Love Child (1982) |

## Televisieseries
*Exclusief eenmalige gastrollen
- Grey's Anatomy - Dr. Wyatt (2008-2009, acht afleveringen)
- ER - Mary Taggart (2009, twee afleveringen)
- Criminal Minds - Jane (2007, twee afleveringen)
- Carnivàle - Iris Crowe (2003-2005, 24 afleveringen)

- Bibsys: 6002746
- Biblioteca Nacional de España: XX1360938
- Bibliothèque nationale de France: cb142018502 (data)
- Gemeinsame Normdatei: 1013697324
- International Standard Name Identifier: 0000 0001 2118 1259
- Library of Congress Control Number: no97037394
- Nationale Bibliotheek van Tsjechië: xx0193303
- Nationale Bibliotheek van Israël: 987007348030405171
- Nationale Bibliotheek van Polen: a0000001694956
- Nederlandse Thesaurus van Auteursnamen: 240402790
- Système universitaire de documentation: 139421351
- Virtual International Authority File: 2681687
- WorldCat: E39PBJhd89xTFXk6vJv7yPyfMP